# الممنوع لمسهم (فلم)
الممنوع لمسهم (بالإنجليزية: The Untouchables) هو فيلم جريمة تم إنتاجه في الولايات المتحدة وصدر في سنة 1987. الفيلم من إخراج براين دي بالما.

## بطولة
- كيفين كوستنر
- روبرت دي نيرو
- شون كونري
- باتريسيا كلاركسون

## القصة
تدور احداث الفيلم حول كيف كان ال كابون يبسط سيطرتة ونفوذة في أمريكا وكيف تم الإيقاع به

## الميزانية والإيرادات
بلغت تكلفة إنتاج الفيلم حوالي 20 مليون دولار بينما حقق أرباحا تقدر بـ 106,240,936 دولار.

### ترشيحات وجوائز
| السنة | الحدث          | الفئة                  | النتيجة  |
| ----- | -------------- | ---------------------- | -------- |
|       | جائزة الأوسكار | أفضل ممثل في دور مساعد | فـــــوز |

## وصلات خارجية
- مقالات تستعمل روابط فنية بلا صلة مع ويكي بيانات

1. ↑  "معلومات عن الممنوع لمسهم (فيلم) على موقع allcinema.net". allcinema.net. مؤرشف من الأصل في 2020-08-19.
2. ↑  "معلومات عن الممنوع لمسهم (فيلم) على موقع cinemagia.ro". cinemagia.ro. مؤرشف من الأصل في 2020-10-31.
3. ↑  "معلومات عن الممنوع لمسهم (فيلم) على موقع collections.cinematheque.qc.ca". collections.cinematheque.qc.ca. مؤرشف من الأصل في 2020-08-19.